# Distretto di Sümeg
Il distretto di Sümeg (in ungherese Sümegi járás) è un distretto dell'Ungheria, situato nella provincia di Veszprém.